# Ajtic
Ajtic es una localidad del municipio de Chenalhó, ubicado en la región de Los Altos del estado mexicano de Chiapas.

## Geografía
La localidad de Ajtic se sitúa en las coordenadas geográficas 16°57′09″N 92°40′40″O / 16.952500, -92.677778, a una elevación de 1452 metros sobre el nivel del mar.

## Demografía
Según el Conteo de Población y Vivienda 2005, efectuado por el Instituto Nacional de Estadística y Geografía, Ajtic tenía 73 habitantes, en 2010 la población era de 57 habitantes, y para 2020 había 150 habitantes, de los cuales 70 son del sexo masculino y 84 del sexo femenino.
| Gráfica de evolución demográfica de Ajtic entre 2005 y 2020 |
|                                                             |
| INEGI.                                                      |